# The Bernie Mac Show
The Bernie Mac Show (a menudo abreviado como Bernie Mac) es una serie de televisión de comedia estadounidense, y fue creada por Larry Wilmore. Se emitió en Fox desde el 14 de noviembre de 2001 hasta el 14 de abril de 2006, con un total de 5 teemporadas. La serie presentó a Bernie Mac y su esposa Wanda criando a los tres hijos de su hermana: Jordan, Vanessa y Bryana.

## Argumento
La serie se basó vagamente en los actos de comedia de Mac. En la vida real, Bernie "Mac" McCullough estaba casado y tenía una hija; el personaje de Mac en el programa (un comediante) estaba casado y no tenía hijos propios. El episodio piloto, emitido el 14 de noviembre de 2001, estableció la trama de la serie: el personaje Bernie Mac acoge a los hijos de su hermana después de que ella entrase a rehabilitación (una trama ficticia tomada de una de las rutinas de comedia de Mac, que también apareció en la película del año 2000, The Original Kings of Comedy). "En realidad, la historia es una mezcla de dos incidentes que ocurrieron en la vida real: Mac acogió brevemente a su sobrina Toya, una joven en situación de riesgo, y a su hija Monique; mientras que una amiga suya tuvo que criar a los hijos de su hermana durante mucho tiempo".
Gran parte del humor del programa surgía de la continua adaptación de Mac a la paternidad y de su visión única de la misma, mostrando sus malos momentos, pero también el afecto paternal que sentía hacia el trío, que a menudo lo llevaba al borde de las lágrimas. Hacia el final de la serie, el padre perdido de Bryana (Anthony Anderson) regresa y aparece ocasionalmente para ayudar a Bernie y Wanda con los niños.
Muchas de sus escenas más emotivas ocurrieron en segmentos en los que Mac, todavía dentro del personaje, rompia la "cuarta pared" y hablaba con la audiencia, a la que se refirió como "América". Esta técnica se utilizó en varias ocasiones en el programa, como cuando Bernie, vistiendo una gorra y una chaqueta de los Chicago White Sox, dio un mensaje de felicitación a la organización de béisbol y su personal por su reciente Campeonato de la Serie Mundial. Mac, quien creció en Chicago, era un fanático incondicional de los White Sox, y fue visto en uno de los primeros partidos de la Serie Mundial, en un asiento de primera fila.
El programa también presenta subtítulos amarillos que indican cosas que no se mencionan explícitamente.
La importancia y la fama de Mac permitieron que otras celebridades hicieran apariciones especiales en el programa como estrellas invitadas, incluidos Halle Berry, Serena Williams, Chris Rock, Ashton Kutcher, Billy Crystal, Carl Reiner, Don Rickles, Angela Bassett, Ellen DeGeneres, Ice Cube, Isaac Hayes, Flavor Flav, Lucy Lawless, Stone Cold Steve Austin, Triple H, Matt Damon, Charles Barkley, Jon Garland, Jules Sylvester, Sugar Ray Leonard, India Arie, Shaquille O'Neal, Sugar Shane Mosley, Hugh Hefner, Phil McGraw y Marcus Allen.

## Episodios
| Temporada | Episodios | Inicio                   | Final               |
| --------- | --------- | ------------------------ | ------------------- |
| 1         | 22        | 14 de noviembre de 2001  | 15 de mayo de 2002  |
| 2         | 22        | 18 de septiembre de 2002 | 14 de mayo de 2003  |
| 3         | 22        | 30 de noviembre de 2003  | 29 de junio de 2004 |
| 4         | 16        | 8 de septiembre de 2004  | 8 de abril de 2005  |
| 5         | 22        | 23 de septiembre de 2005 | 14 de abril de 2006 |

## Personajes

### Principales
- Bernard "Bernie" McCullough (Bernie Mac): el personaje principal del programa, que está vagamente basado en Mac. Bernie y su esposa se hacen cargo de los tres niños cuando su madre drogadicta (la hermana de Bernie, Stacy) ya no puede ser una madre adecuada. Bernie utiliza tácticas de crianza de amor duro y puede ser estricto y cómico a la vez. Él narra la serie y entre escenas, habla con el público dirigiéndose a ellos como "América". Aunque ama a sus tres hijos, su favorita es Bryana (a quien llama cariñosamente "Babygirl" porque es la más pequeña), y se encuentra en conflicto con la adolescente Vanessa, la hermana mayor, que tiene una mala actitud.
- Wanda McCullough (de soltera Thomas) (Kellita Smith): la amorosa esposa de Bernie, una mujer inteligente que es vicepresidenta de AT&T y, más adelante en la serie, vicepresidenta de la ficticia West Coast Wireless. A ella le gusta criar a los niños con Bernie, pero periódicamente su paciencia se pone a prueba. Cada vez que Bernie tiene un problema, hace todo lo posible para ayudar, aunque a veces su asistencia puede ser excesiva e innecesaria.
- Vanessa "Nessa" Thomkins (Camille Winbush): la sobrina mayor de Bernie y Wanda, y la mayor de los tres hijos. Vanessa le causa problemas a Bernie deliberadamente con su actitud, la mayoría de los cuales provienen de la presión de ser la mayor y tener que asumir un rol paternal con sus hermanos menores. A medida que avanza la serie, se lleva mejor con Bernie.
- Jordan Thomkins (Jeremy Suarez): el sobrino de Bernie y Wanda y el hijo del medio. Jordan es muy travieso y peculiar. Le interesa coleccionar insectos y realizar experimentos científicos extraños. Al principio de la serie, su hermana pequeña, Bryana, lo golpea y con frecuencia llora, a veces vomita y a veces se orina encima. A medida que avanza la serie, se vuelve emocionalmente más duro y gana confianza.
- Bryana "Baby Girl" Thomkins (Dee Dee Davis): la sobrina menor de Bernie y Wanda, la hija menor y la media hermana de Jordan y Vanessa. Bryana es una niña amigable, dulce, inocente e ingenua, aunque a medida que avanza la serie se vuelve más malcriada y desagradable. Bryana es la favorita de su tío y tiene una relación de confianza con su tío Bernie. Bernie teme que un día ella crezca y termine como Vanessa.

### Recurrentes
- W.B. (Reginald Ballard) – el mejor amigo de Bernie
- Bonita (Niecy Nash) – la hermana menor de Bernie (temporadas 2-4)
- Chuy (Carlos Mencia (temporada 1) y Lombardo Boyar) – amigo de Bernie
- Kelly (Michael Ralph) – amigo de Bernie
- Jerry Best (Rick Hoffman) – el manager de Bernie
- Padre Sean Cronin (Wade Williams) – maestro de disciplina en la escuela de Jordan y Bryana
- Bryan (Anthony Anderson) – padre de Bryana (temporada 5)
- Donna (Naya Rivera) – amiga de Vanessa
- Teri (Ashley Monique Clark) – amiga de Vanessa (invitada, temporada 3; recurrente, temporadas 4-5)

### Personajes no mostrados
- Stacey Thomkins: Una de las dos hermanas de Bernie y madre de Vanessa, Jordan y Bryana. Antes de los acontecimientos del programa, ella se volvió adicta a las drogas; Bernie tuvo que internarla en una institución para que se recuperara y acogió a sus hijos hasta que llegó el momento en que ella pudiera cuidarlos ella misma. Aunque estaba institucionalizada, la adicción de Stacey era tal que no se supo que hiciera ningún intento serio de recuperarse y sus hijos permanecieron con Bernie durante la serie. Una fotografía de ella cuando era más joven se ve una vez en el capítulo "Road to Traditions".
- Sr. Thomkins: el padre biológico de Vanessa y Jordan, quien los abandonó cuando ella tenía cinco años y él era un bebé. Según Bernie y Vanessa, está en prisión por varias violaciones de la ley que incluyen violencia con armas de fuego. Una foto de él (interpretado por un hombre desconocido) se muestra en el episodio "Saving Sergeant Thomkins".
- Big Mama – La abuela de Bernie. Ella murió algún tiempo antes de que Bernie se hiciera famoso. Bernie la menciona con frecuencia a lo largo de la serie. En el episodio de la reunión familiar, Bebe Drake interpretó el papel matriarcal.
- Tío Ellister: el tío de Bernie que, en realidad, es su padre biológico.

### Cancelación
Después de cinco temporadas y 104 episodios, Fox anunció la cancelación de The Bernie Mac Show.
El final de la serie, titulado "Bernie's Angels", se centra en Bernie recibiendo una descarga eléctrica. Después de recuperarse, comienza a enseñar a Jordan y Bryanna cómo hacer ciertas cosas por su cuenta. Además, Vanessa no quiere que Bernie esté involucrado en su elección de universidad. Mientras tanto, Jordan se aprovecha de la amabilidad de Bernie. Al final, Vanessa y Bernie se reconcilian (principalmente debido a que ella escribe una redacción sobre la persona que más le inspira: él). En la escena final de la serie, Bernie vuelve a ser el mismo de siempre y le quita a Jordan el iPod que le compró porque se estaba aprovechando de él. La última línea de Bernie es un mensaje de despedida a los espectadores, y afirma que continuará criando y enseñando a los niños durante el tiempo que lo necesiten, y también les desea suerte. La escena continúa con Jordan de rodillas, llorando y rogando por el iPod mientras Bernie se ríe con aire de suficiencia y se burla de él.

## Historial de transmisiones
La serie debutó el 14 de noviembre de 2001, con buenos índices de audiencia a pesar de tener que competir con el programa Grounded for Life. El programa tuvo una primera temporada muy exitosa, y ganó varios premios, incluido un premio Emmy y el prestigioso premio Peabody. Bernie Mac también recibió nominaciones al Emmy y al Globo de Oro como Mejor Actor en una Serie de Comedia.
A finales de 2002, la serie se emitió junto con la comedia de Damon Wayans My Wife and Kids, lo que puede haber dañado el impulso del programa en los índices de audiencia durante la primera mitad de su segunda temporada. Larry Wilmore, el creador y productor ejecutivo del programa, fue despedido en ese momento. En entrevistas, Wilmore dijo que estaba harto de la interferencia creativa de la cadena en el programa, además de que Fox le cambiaba constantemente los planes. Fox sostuvo que no estaba contento con la dirección del programa bajo el mando de Wilmore en la segunda temporada, alegando que el programa "no generaba suficientes risas". Como The Bernie Mac Show no logró superar a My Wife and Kids en el horario de las 8 de la tarde del miércoles, Fox finalmente transmitió el programa después de American Idol, después de lo cual recibió sus índices de audiencia más altos hasta el momento.
La tercera temporada estaba prevista para comenzar el 29 de octubre de 2003, pero se pospuso debido al traslado de The O.C. En cambio, la serie comenzó la temporada el 30 de noviembre de 2003. Los índices de audiencia fueron mediocres, a pesar de los altos índices de audiencia de Los Simpsons en ese momento. En marzo de 2004, el programa se trasladó a los lunes por la noche en un plan para aumentar los índices de audiencia del nuevo programa Cracking Up, pero los índices de audiencia fueron bajos para ambos programas. Cracking Up terminó siendo cancelado, y los episodios restantes de la temporada de The Bernie Mac Show se emitieron en junio (uno de los cuales incluía el episodio especial sobre el Día de Acción de Gracias).
The Bernie Mac Show regresó a su horario original el 8 de septiembre de 2004, para comenzar la cuarta temporada. La producción del programa se suspendió un mes después debido a la enfermedad de Bernie. El programa regresó el 14 de enero de 2005, aunque los índices de audiencia fueron lo suficientemente bajos como para que los productores cuestionaran el futuro del programa. Aún así, el programa fue renovado para una quinta temporada.
La quinta temporada se estrenó el 23 de septiembre de 2005, y, a partir de mitad de temporada, las transmisiones fueron seguidas por repeticiones del programa.
El programa celebró su episodio número 100 el 3 de febrero de 2006, aunque el episodio número 100 real no se llegó a emitir hasta el 31 de marzo.

### Sindicación y difusión internacional
La serie se había estado transmitiendo en sindicación desde septiembre de 2005 y se emitió en Independent Fox UPN y en las afiliadas de The WB (la cadena The WB 100+ Station Group (ahora The CW Plus) también transmite el programa como parte de su programación), y estuvo en el canal FX desde septiembre de 2008 hasta 2011. La ciudad natal de Bernie Mac, Chicago, transmitió la serie en la estación independiente de la ciudad, The U. The Bernie Mac Show comenzó a transmitirse en la estación en septiembre de 2005, donde permaneció hasta finales de 2010. También se emitieron repeticiones en BET, BET Her, Laff, MTV2 y TV One, y actualmente se emite en Bounce TV y Aspire TV.
El día del funeral de Mac, The U transmitió un especial de televisión llamado A Tribute to Bernie Mac, que incluyó algunos clips de la serie, y una pequeña entrevista con Camille Winbush, quien interpretó a Vanessa.
También se emitieron repeticiones del programa en Much en Canadá. El programa se emitió en Jamaica en el canal CVM Television.

## Medios domésticos
| Nombre del DVD | Fecha de lanzamiento | Número de episodios | Información adicional |
| -------------- | -------------------- | ------------------- | --- |
| Temporada 1    | 4 de mayo de 2004    | 22                  | Las características adicionales incluyen comentarios sobre el episodio piloto de Bernie Mac y una Tvografía de A & E de 60 minutos. |

El DVD de la primera temporada se lanzó el 4 de mayo de 2004.

### Premios y nominaciones
The Bernie Mac Show ganó un premio Peabody en 2001, el premio Humanitas, un premio Primetime Emmy, tres premios NAACP Image a la mejor serie de comedia, y fue premiado por la Asociación de Críticos de Televisión.
Por su papel en la serie de televisión, Bernie Mac fue premiado por la Asociación de Críticos de Televisión por Logro Individual en una Comedia. También recibió el Premio NAACP Image por Actor Destacado en una Serie de Comedia durante cuatro años seguidos (de 2003 a 2006).